# Hélène Benno
Hélène Marguerite Benno, född 29 januari 1956, är en svensk journalist, programledare och författare bosatt i Stockholm. Hon har bland annat hörts i radioprogrammet P1 Konsument samt tillsammans med Olle Palmlöf lett TV-programmet Resebyrån på SVT. Benno arbetade även som Gomorron Sveriges reseexpert. 

## Biografi
I början av 1980-talet ledde hon musikprogrammet Casablanca i SVT samt var några år senare programledare för radioprogrammet Sommartoppen.
Benno har varit bosatt i både London och Bangkok och om tiden i Bangkok skriver hon i sin resebok Bangkok - bra, bättre, bäst (2007), som gavs ut på Anderson Pocket.
2011 vann hon På spåret tillsammans med Peter Apelgren efter att ha deltagit två år i rad. Första gången förlorade de finalen, med bara ett poäng, mot Johanna Koljonen och Marcus Birro.
År 2011 var Benno, tillsammans med Edward af Sillén, kommentator för Eurovision Song Contest i Düsseldorf. 
Från 2013 till 2018 var Hélène Benno generalsekreterare för välgörenhetsorganisationen Min Stora Dag. 